# Francis Obeng
Francis Obeng (Tema, Gran Acra, Ghana, 7 de febrero de 1986) es un exfutbolista ghanés. Se desempeñaba como centrocampista.

## Trayectoria
Debutó en el Santarcangelo, club de la región italiana de Emilia-Romaña, en el 2008; tres años después logró el ascenso de la Serie D a la Lega Pro Seconda Divisione. En el junio de 2011 fue adquirido en copropiedad por el Carpi, que adquirió la totalidad de su pase en junio de 2012. Obeng volvió al Santarcangelo, cedido a préstamo, desde el 31 de agosto de 2012 al 16 de julio de 2013. El 30 de enero de 2014 fue adquirido por la Roma, que el 1 de febrero lo cedió a préstamo al Santarcangelo. El año siguiente fue adquirido por el Napoli y también fue cedido otra vez al Santarcangelo hasta el 30 de junio del 2015. Jugó también con el Melfi de la Serie C y el Modena de la Serie D, donde se retiró en 2018.

## Clubes
| Club                 | País   | Año         |
| -------------------- | ------ | ----------- |
| Santarcangelo Calcio | Italia | 2008 - 2016 |
| A. S. Melfi          | Italia | 2016 - 2017 |
| Santarcangelo Calcio | Italia | 2017 - 2018 |
| Modena F. C.         | Italia | 2018        |